# Gumy
Gumy (fr. Les Gommes) – powieść francuskiego pisarza Alaina Robbe-Grilleta, opublikowana w 1953. Polskie tłumaczenie Leszka Kossobudzkiego wydała w 1959 Spółdzielnia Wydawnicza „Czytelnik”.
Pisarz został za nią nagrodzony Prix Fénéon w 1954.
Ta druga wydana powieść Robbe-Grilleta uważana jest za manifest nurtu nowej powieści (nouveau roman).

## Fabuła
Gumy to z pozoru powieść kryminalna. Akcja rozgrywa się w ciągu 24 godzin w prowincjonalnym mieście portowym gdzieś w Europie. Główny bohater, agent specjalny Wallas, ma rozwikłać zagadkę morderstwa szanowanego miejscowego profesora, Daniela Duponta, który zginął poprzedniego wieczoru. Jednak czytelnik szybciej niż detektyw domyśla się, jakie jest rozwiązanie – okazuje się, że profesor nie zginął i ukrywa się u znajomego lekarza, zamierzając wyjechać z miasta. Po całodziennym  śledztwie agent jeszcze raz przybywa do domu Duponta i zastaje tam profesora, który chce w tajemnicy zabrać potrzebne dokumenty. Przypadkowo agent zabija profesora, dokładnie o 7.30, wtedy, gdy profesor jakoby zginął równą dobę wcześniej. 

## Recepcja
Powieść jest grą znaczeń z czytelnikiem. Literaturoznawcy wiążą postać głównego bohatera z mitycznym Edypem. W tekście ukryte są ślady wskazujące na pokrewieństwo bohatera z mitem o Edypie i tragedią Sofoklesa. Są to zarówno budowa dramatu i powieści, jak i topografia miasta, np. nazwy ulic. Agent np. kupuje w sklepie pocztówkę przedstawiającą dom przypominający ruiny Teb. Miasto jest labiryntem, w którym detektyw bezustannie się gubi, a wskazówki, które otrzymuje od przechodniów okazują się bezużyteczne. Podobnie śledztwo grzęźnie, a agent pogrąża się w obsesyjnych myślach. W czasie wędrówki Wallas traci stopniowo swą tożsamość, coraz bardziej przyjmując rolę mordercy. Chaos zderza się z porządkiem, który paradoksalnie, uosabia zleceniodawca morderstwa i jego otoczenie.
Artur Sandauer napisał: 

Powieść Robbe-Grilleta da się porównać do szkatułki o wielu dnach, czy może - trafniej - do wielu warstw skorupy ziemskiej, które - jak wiadomo - od czasu powstania uległy wielokrotnym przetasowaniom. Na takie Gumy składa się szereg kolejnych pokładów. Będąc z pozoru utworem kryminalnym, wchodzą one nieco głębiej w psychoanalizę, w mit, w filozofię. Te warstwy znaczeń nie przebiegają jednak równolegle do siebie, lecz wciąż się mieszają i w akcję sensacyjną wdziera się raz po raz element psychoanalityczny czy mityczny.

## Adaptacja
W 1969 powieść zekranizowali Lucien Deroisy i René Micha pod tytułem Les gommes z udziałem m.in. Françoise Brion.